# Ahmed Hassan Mekky
Ahmed Hassan Mekky est un footballeur international égyptien, né le 20 avril 1987 à Kafr el-Dawwar. Il évolue au poste d'attaquant.

## Sélection nationale

### Buts en sélection
| Buts (4) en sélection de Ahmed Hassan Mekky au 7 décembre 2012 | Buts (4) en sélection de Ahmed Hassan Mekky au 7 décembre 2012 | Buts (4) en sélection de Ahmed Hassan Mekky au 7 décembre 2012 | Buts (4) en sélection de Ahmed Hassan Mekky au 7 décembre 2012 | Buts (4) en sélection de Ahmed Hassan Mekky au 7 décembre 2012 | Buts (4) en sélection de Ahmed Hassan Mekky au 7 décembre 2012 | Buts (4) en sélection de Ahmed Hassan Mekky au 7 décembre 2012 | Buts (4) en sélection de Ahmed Hassan Mekky au 7 décembre 2012 |
| no                                                             | Date                                                           | Sélection                                                      | Lieu                                                           | Adversaire                                                     | Évolution du score                                             | Résultat                                                       | Compétition                                                    |
| -------------------------------------------------------------- | -------------------------------------------------------------- | -------------------------------------------------------------- | -------------------------------------------------------------- | -------------------------------------------------------------- | -------------------------------------------------------------- | -------------------------------------------------------------- | -------------------------------------------------------------- |
| 3                                                              | 11 mai 2012                                                    | -                                                              | Tripoli Municipal Stadium, Tripoli                             | Liban                                                          | 0 - 2                                                          | 1 - 4                                                          | match amical                                                   |
| 4                                                              | 15 août 2012                                                   | -                                                              | Al-Saada Stadium, Salalah                                      | Oman                                                           | 0 - 1                                                          | 1 - 1                                                          | match amical                                                   |